# Falcade
Falcade (in ladino Falciade) è un comune italiano di 1 750 abitanti della provincia di Belluno in Veneto. È situato all'estremità occidentale della Valle del Biois e confina con la provincia di Trento.
Circondato da importanti vette Dolomitiche è una rinomata località turistica sia estiva che invernale.

## Geografia fisica

### Territorio
Falcade è il principale comune turistico della Valle del Biois situato a 1148 m s.l.m. in una conca soleggiata e circondata da estesi boschi di conifere. Dominata a sud dalle Pale di San Martino con il gruppo del Focobon (3054 m), simbolo della vallata, e il monte Mulaz (2906 m), a nord si trova il Gruppo della Marmolada con la catena del Costabella, il Sasso di Valfredda (3009 m) e le Cime d'Auta (2624 m) mentre ad est si possono ammirare il Monte Civetta (3220 m) e il Monte Pelmo (3168 m).
La conca è stata modellata dal torrente Biois il quale in antichità formava qui un grande lago e che prosciugandosi ha lasciato spazio alla Piana di Falcade. L'attuale centro di Falcade si sviluppa come agglomerato urbano diffuso nel fondovalle, separato dal contiguo centro di Caviola solo dal corso del torrente Gaon.
Rimangono invece più in quota, sui pendii soleggiati, le antiche frazioni come Falcade Alto, Sappade, Tabiadon di Val, Le Coste, Valt e Somor.

### Clima
Il clima è prettamente alpino con inverni rigidi e nevosi ed estati miti.

## Origini del nome
Il toponimo, attestato dal 1185 (cum monte de Falcata...cum decimis ipsius montis Falcate), sembra derivare dal latino falcare "falciare", ad indicare un'area ricca di buoni prati da falciare.
Una paraetimologia diffusa in passato sosteneva l'esistenza di un castello posto a guardia della valle che, per la sua posizione sopraelevata, veniva detto Falco o Falcone.

## Storia
L'area di Falcade cominciò ad essere abitata a partire dall'anno Mille, quando un gruppo di coloni vi si stabilì attratto dalle risorse boschive e dalla posizione isolata, al riparo dalle invasioni. Alle attività silvicole si aggiunse poi l'estrazione mineraria, praticata nelle località limitrofe.
Nel XIII secolo Falcade risultava già ben collegata alle valli di Fassa e Fiemme attraverso il passo San Pellegrino, assumendo importanza come zona di transito commerciale. Sullo stesso valico sorse, nel 1358, un ospizio per viandanti. Sempre nel periodo medievale la comunità cominciò ad organizzarsi in Regole, istituzioni in cui i capifamiglia amministravano direttamente i beni pubblici. Questo sistema fu mantenuto anche quando, all'inizio del XV secolo, Falcade passò alla Serenissima.
La posizione di confine con il Tirolo vide il paese più volte devastato dalle invasioni di eserciti di passaggio: nel 1439 fu colpito dalle truppe di Filippo Maria Visconti, nel 1487 da quelle di Sigismondo d'Austria e tra il 1508 e il 1510 dalle scorribande del condottiero austriaco Leonardo Felzer.
La stabilità politica seguita alla guerra della Lega di Cambrai non frenò gli attriti con le confinanti comunità trentine, che operarono continue usurpazioni territoriali nella parte alta della valle.
Alla caduta della Repubblica di Venezia Falcade entrò nei domini di Napoleone e diede alcuni volontari per la campagna di Russia. Seguì poi le sorti del Veneto divenendo austriaca fino alla terza guerra d'indipendenza, quando entrò a far parte del Regno d'Italia. In questo periodo tornò ad essere un territorio di confine, essendo il Trentino ancora parte dell'Impero austro-ungarico. Negli stessi anni furono fondate le prime istituzioni sociali (Latteria cooperativa, Cooperativa di consumo) e nel 1912 fu raggiunta dalla corrente elettrica.
Durante la grande guerra la posizione geografia portò Falcade a trovarsi sulle immediate retrovie del fronte. Al termine del conflitto, pur vittorioso, il paese continuava a soffrire delle consuete problematiche, con un'economia basata sull'agricoltura di sussistenza che portava a una massiccia emigrazione. Nello stesso periodo, tuttavia, con il miglioramento della viabilità e dell'edilizia, cominciarono i primi contatti con il turismo.
Falcade fu gravemente colpita anche dalla seconda guerra mondiale: tra il 20 e il 21 agosto 1944 si svolse la cosiddetta strage della valle del Biois quando alcune divisioni tedesche, per rappresaglia, devastarono gli abitati (in particolare Caviola), seminando morte e terrore.
Il 4 novembre 1966 l'intera provincia di Belluno fu investita dal maltempo e anche Falcade venne duramente colpita: nella frazione Somor si contarono undici morti a causa di una frana.

### Simboli
Lo stemma del comune di Falcade è stato concesso con decreto del presidente della Repubblica del 30 ottobre 2008.
Il gonfalone è un drappo partito di azzurro e di bianco.

## Monumenti e luoghi d'interesse
- Chiesa parrocchiale della Beata Vergine Immacolata
- Chiesa di San Sebastiano a Falcade Alto

## Società

### Evoluzione demografica
Abitanti censiti

## Cultura
La legge 482/1999 ha riconosciuto i comuni dell'Agordino come zona a minoranza linguistica ladina. Per valorizzare questa cultura sono presenti l'Union Ladina Val Biois e il Gruppo Folk Val Biois e ogni anno alla fine di settembre è organizzata la festa (nessun documento di attestazione prima del 2004) della smonticazione del bestiame (la desmontegada). Si fa sentire anche l'influsso tirolese perché il comune ha fatto frontiera con la contea del Tirolo ed è appartenuto per un certo periodo anche all'Austria.

### Musei
Museo Augusto Murer in località Molino

## Economia
L'attività economica del paese in passato era basata totalmente sull'agricoltura e l'allevamento.
Oggi il turismo ha assunto il ruolo predominante, importanti sono anche le diverse attività artigianali.

### Turismo
Direttamente dal paese partono gli impianti sciistici della Ski area San Pellegrino da anni inserita nel prestigioso Dolomiti Superski, mentre vicino al centro del paese si snodano i 10 km del Centro Fondo Falcade una parte dei quali illuminati per lo sci notturno. Vi è anche una pista di pattinaggio e diverse strutture per gli amanti dello sci alpinismo e per le escursioni con le racchette da neve.
Importante è anche il turismo estivo. Il territorio è ricco di percorsi escursionistici con numerosi rifugi e malghe dove si possono degustare i prodotti tipici.

## Infrastrutture e trasporti
Falcade è lambita dalla Strada provinciale 346 del Passo di San Pellegrino, che scendendo la Val del Biois si immette nella Strada regionale 203 Agordina presso Cencenighe Agordino e permette dunque il collegamento diretto con la Valbelluna.
Verso ovest si trova il Passo San Pellegrino tramite il quale si raggiungono Moena e la Val di Fassa e il Passo Valles, che conduce alla Val di Fiemme. La stazione ferroviaria più prossima è quella di Belluno, mentre sul territorio è presente un servizio di linea di DolomitiBus.

## Amministrazione
| Periodo        | Periodo        | Primo cittadino  | Partito                                | Carica  | Note |
| -------------- | -------------- | ---------------- | -------------------------------------- | ------- | ---- |
| 26 maggio 2002 | 27 maggio 2007 | Stefano Murer    | lista civica Al servizio del cittadino | Sindaco |      |
| 27 maggio 2007 | 7 maggio 2012  | Stefano Murer    | lista civica Al servizio del cittadino | Sindaco |      |
| 7 maggio 2012  | 12 giugno 2017 | Michele Costa    | lista civica LeAli per Falcade         | Sindaco |      |
| 12 giugno 2017 | 13 giugno 2022 | Michele Costa    | lista civica LeAli per Falcade         | Sindaco |      |
| 13 giugno 2022 | in carica      | Mauro Salvaterra | lista civica Falcade 2032              | Sindaco |      |

### Gemellaggi
- Massaranduba (Santa Catarina), dal 2011

## Galleria d'immagini

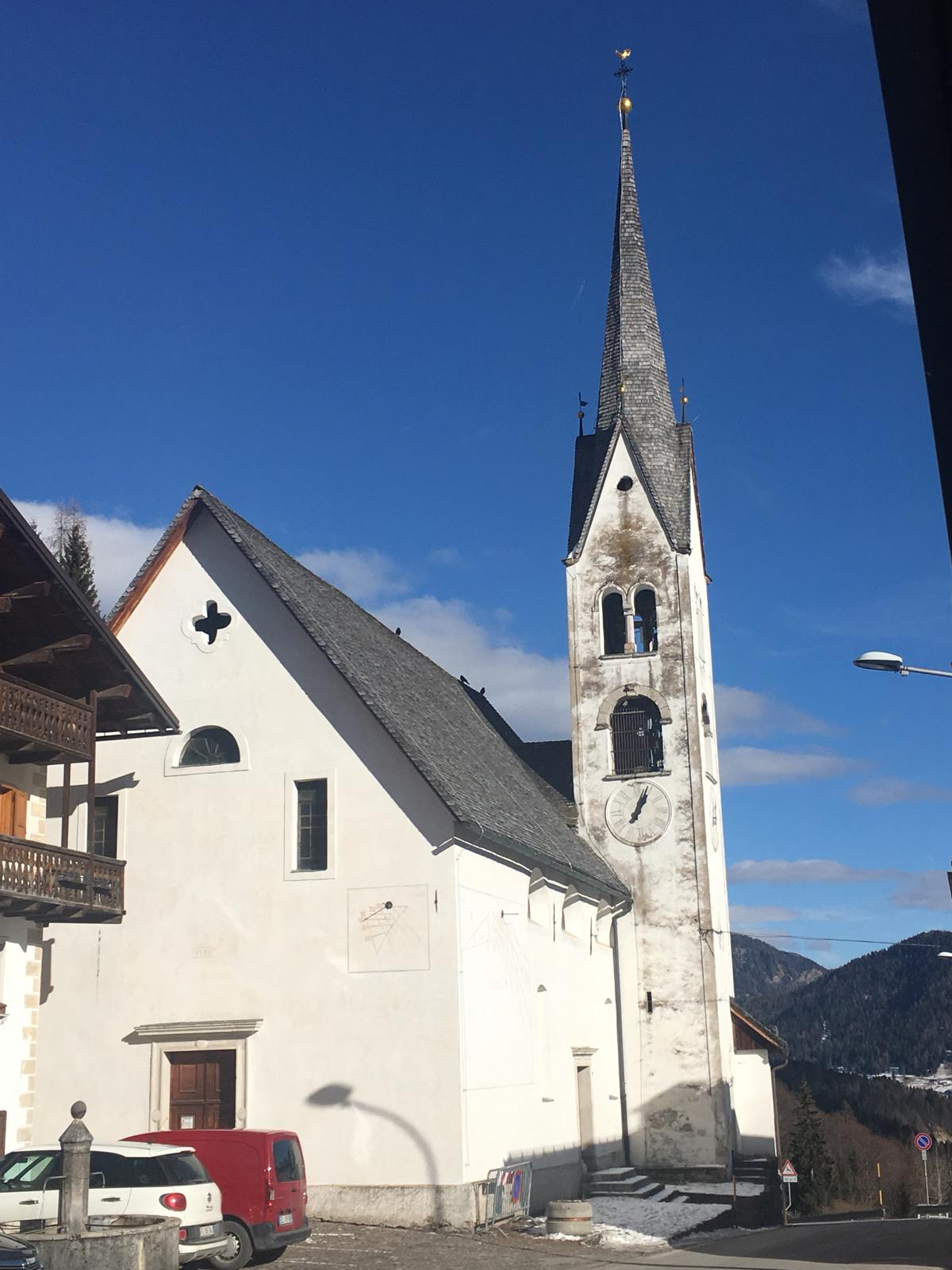
Chiesa di San Sebastiano di Falcade Alto.
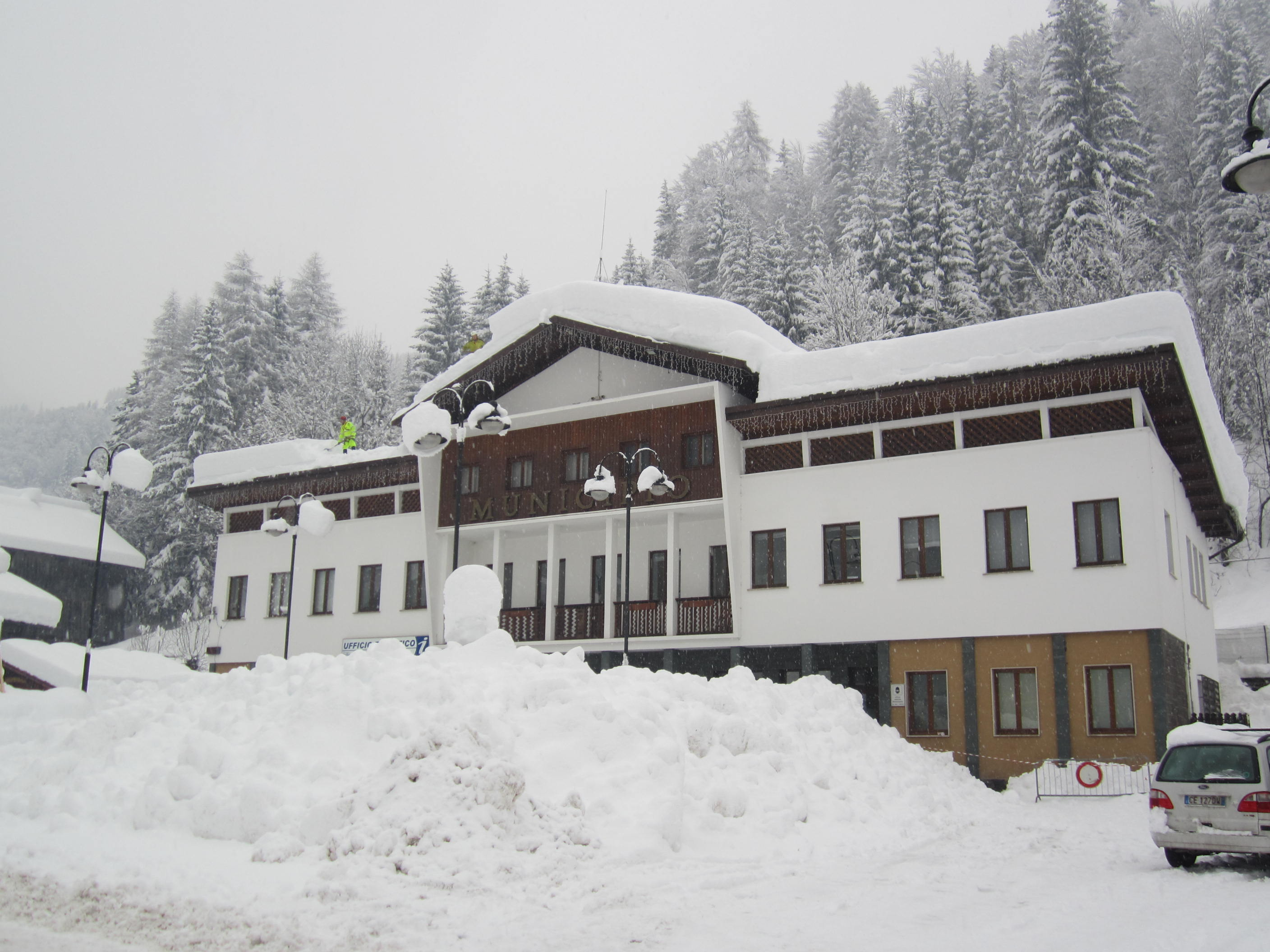
Municipio di Falcade.
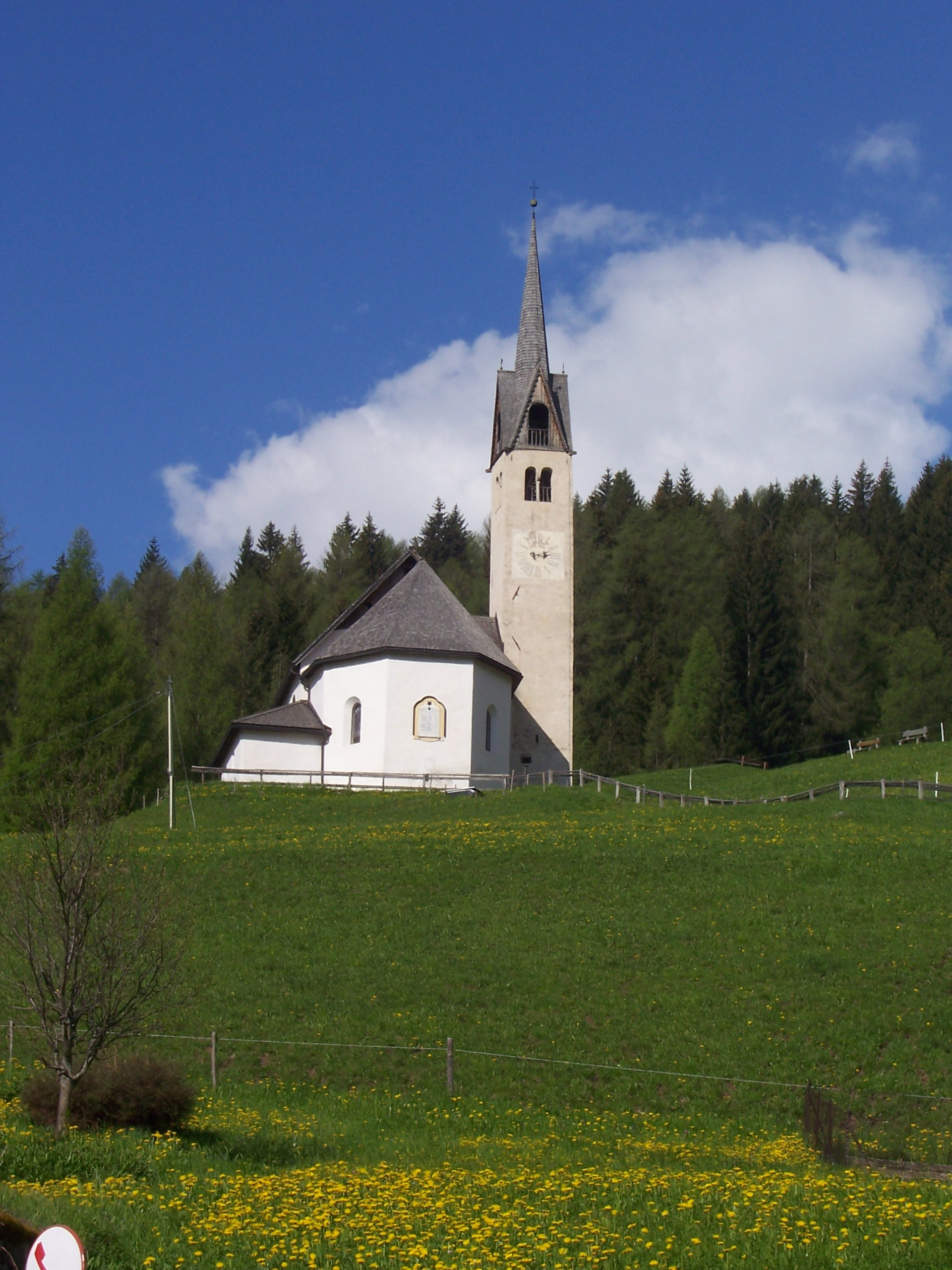
Chiesa della Beata Vergine di Caviola.
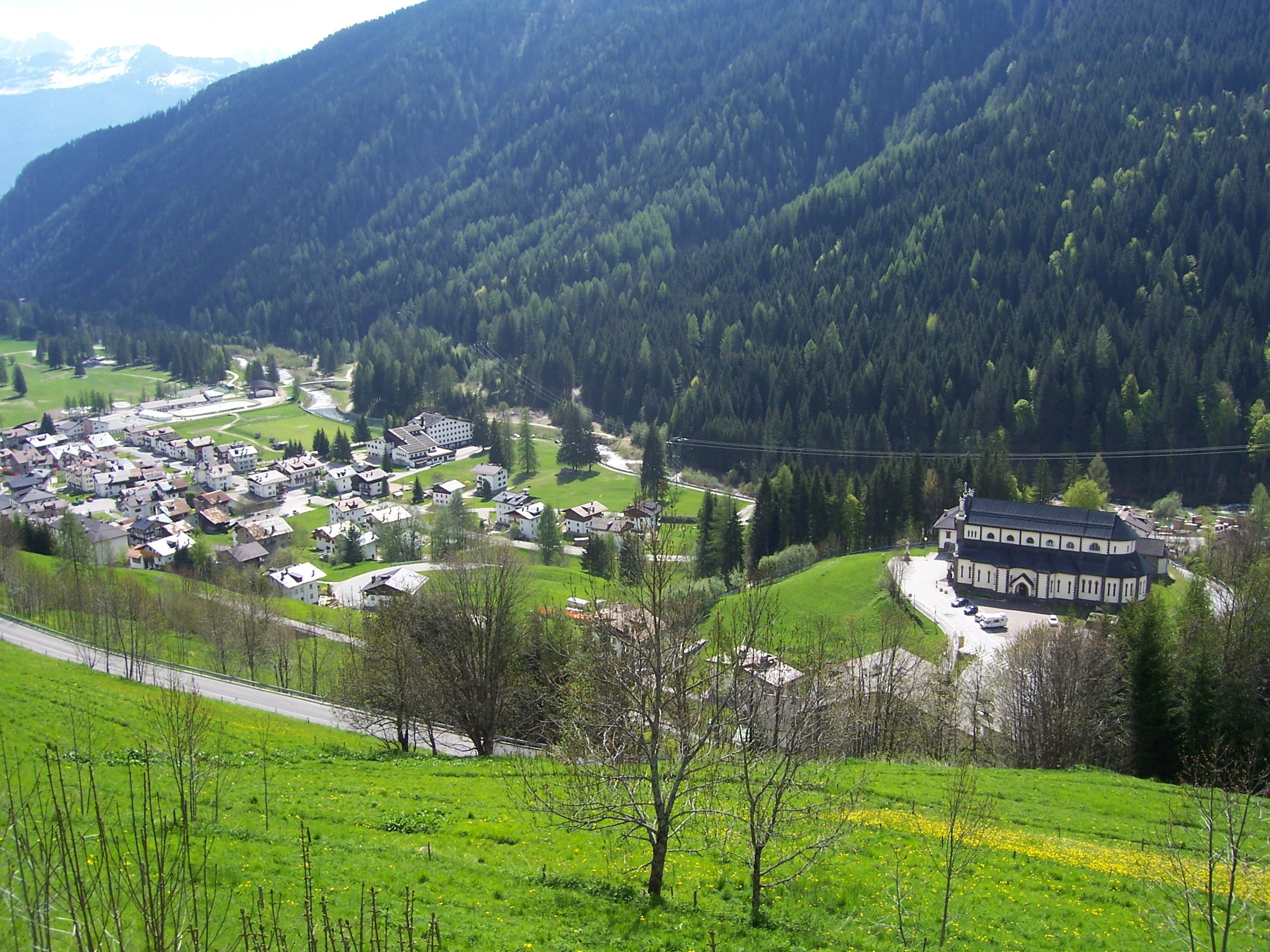
La chiesa di Falcade Basso e panorama
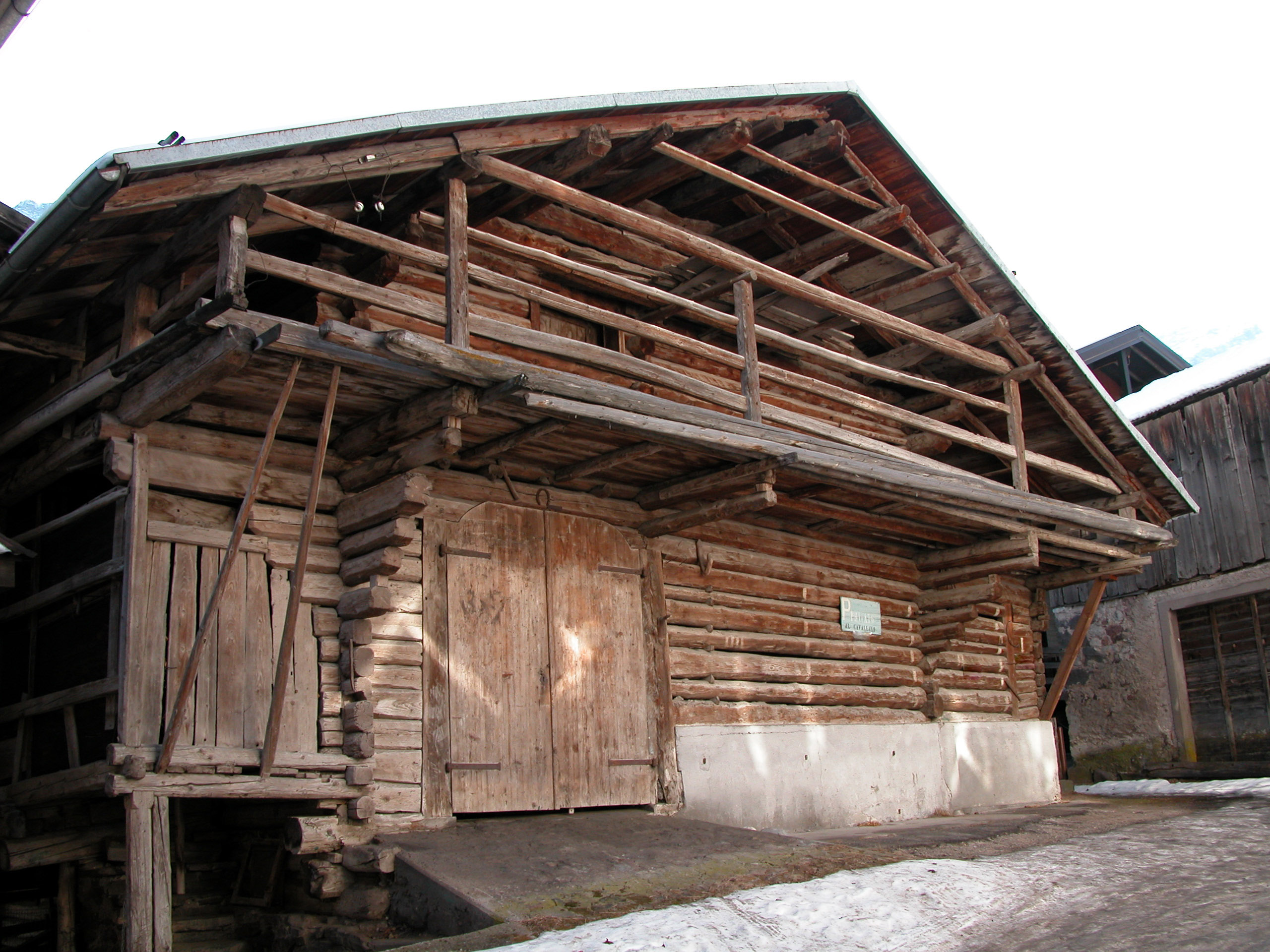
Tabià a Falcade, fienile tipico della Valle del Biois.
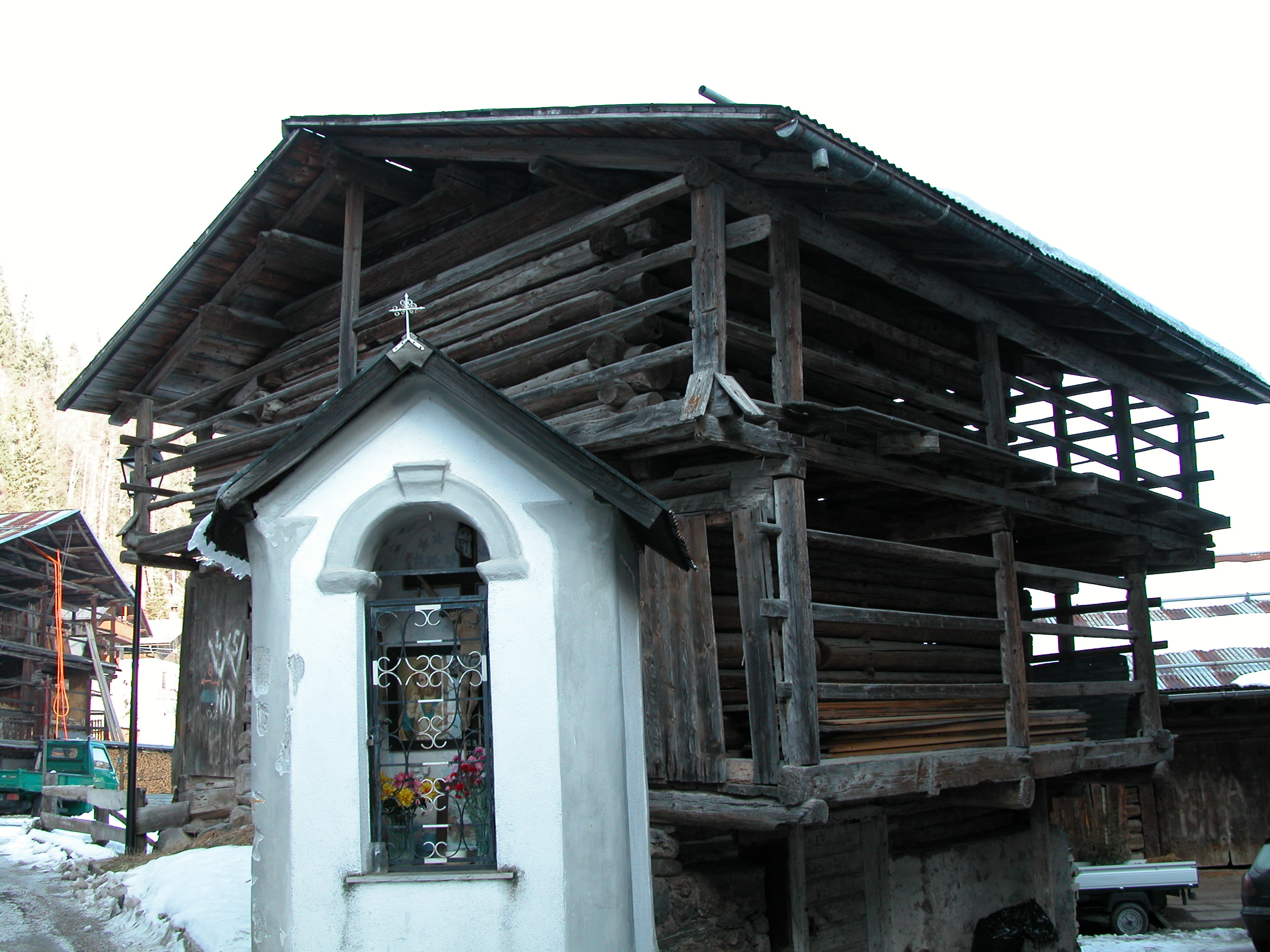
Tabià (fienile) e atriol (capitello) a Falcade.
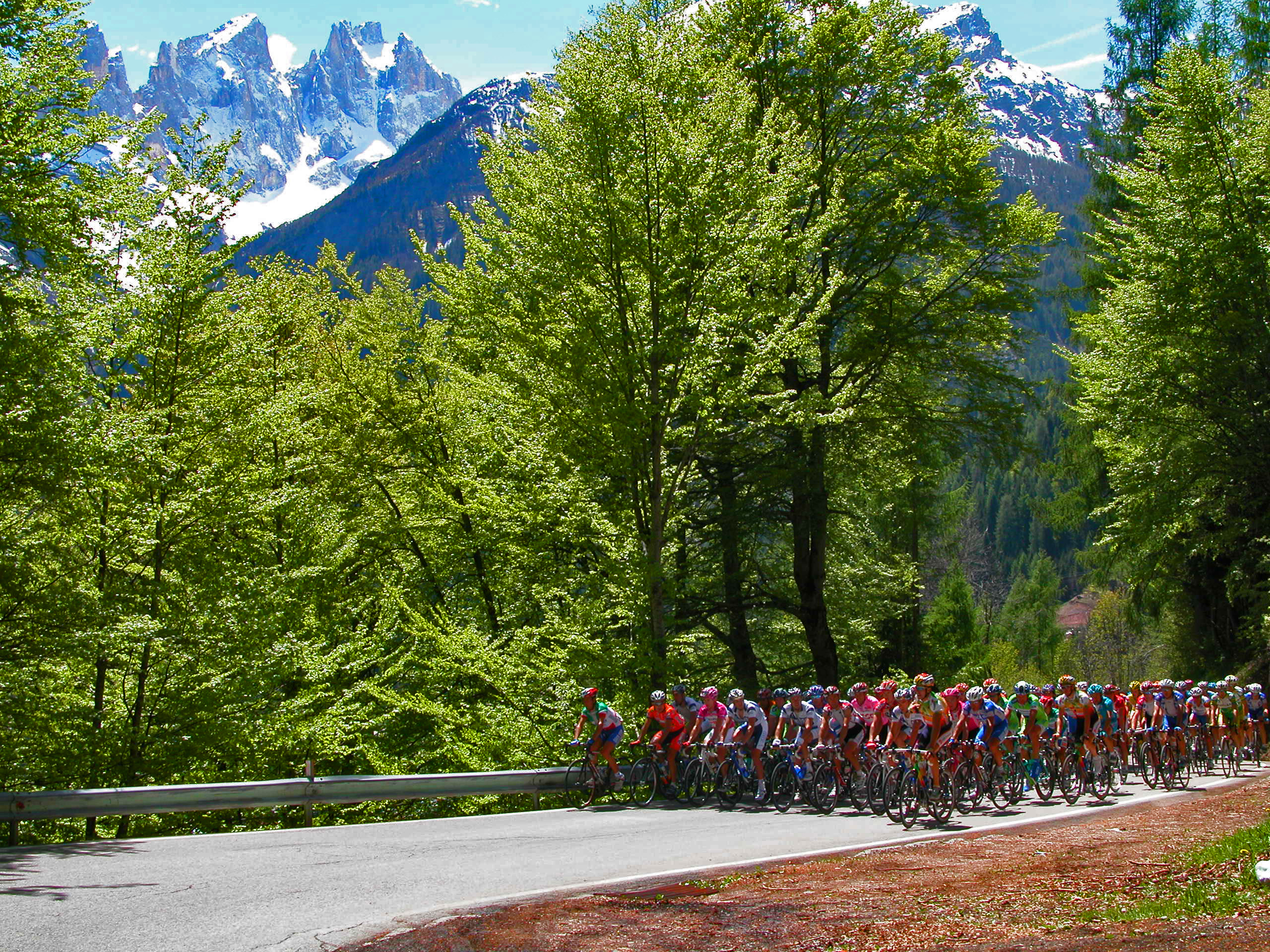
Ciclisti impegnati sui tornanti prima di Falcade Alto, durante il Giro d'Italia del 2005.
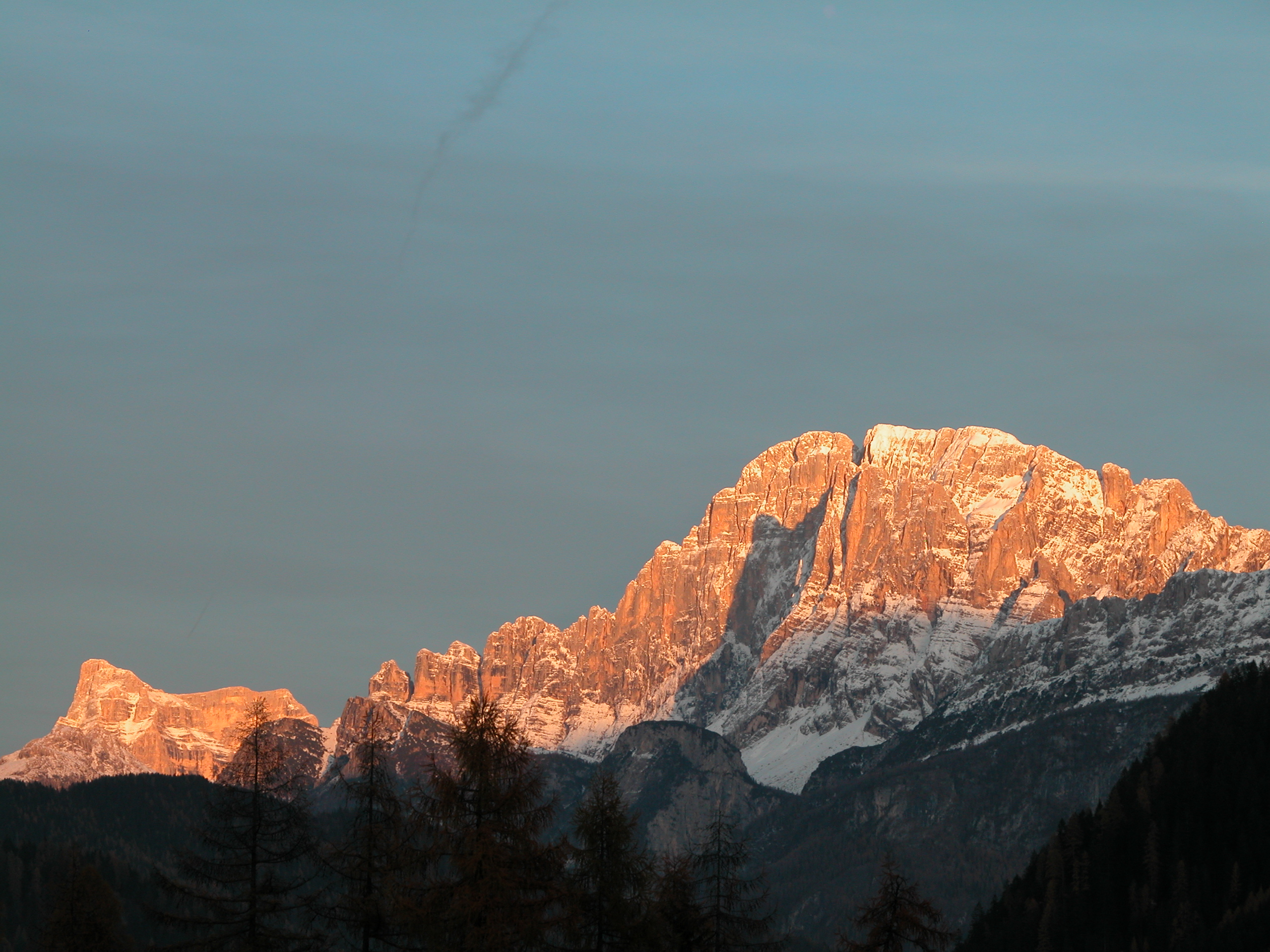
L'enrosadira accende il Pelmo e la Civetta visti da Falcade.